# Irem
Irem (アイレム, Airemu) es una compañía desarrolladora y distribuidora de videojuegos de videoconsola, habiendo anteriormente desarrollado juegos de Arcade. Tiene su sede en Hakusan, Prefectura de Ishikawa.
La compañía es probablemente muy conocida por Moon Patrol, el famoso Matamarcianos R-Type y los primeros beat 'em up, Kung-Fu Master. Ha sido un desarrollador popular en Japón con juegos como Photoboy para PC Engine y In the Hunt para arcade, Sega Saturn, PlayStation, y PC. Irem es también conocida por hacer sus juegos arcade extremadamente difíciles, y la mayoría de ellos disponen de un interruptor que permiten jugar en no death mode, con el fin de permitir a los jugadores poder completar sus difíciles juegos.

## Historia
Irem fue fundada en 1974 bajo el nombre de IPM, abreviatura de International Playing Machine, con el objetivo de fabricar, vender y alquilar gabinetes y hardware de Arcade.IPM publicó su primer videojuego para arcade en 1978, IPM Invader y en 1979 cambia su nombre a Irem Corporation. Originalmente, Irem es la abreviatura de "International Rental Electronics Machines", acrónimo que fue cambiado a "Innovations in Recreational Electronic Media" en la primera mitad de la década de 1980. 
En la década de 1990 su logotipo incluye una libélula, porque en Japón, las libélulas simbolizan el "éxito militar", debido a la similitud en el sonido de las palabras libélula y victoria en japonés. Sin embargo, poco después de eso, la empresa comenzó a declinar. Las ventas fueron tan pobres que en 1994, Irem cesa completamente el desarrollo de videojuegos. La empresa de venta al por mayor de la división original, que estuvo a cargo de la fabricación y venta/alquiler de muebles arcade, se escinde de Irem para formar su propia compañía llamada Apies (アピエス Abiesu?); dejando Irem sólo con la división de videojuegos. Entonces un grupo de empleados, cansado de la inactividad de la empresa, dejan Irem para formar su propia compañía bajo el nombre de Nazca Corporation, que es muy conocida por desarrollar la franquicia Metal Slug para SNK Playmore.
El 15 de abril de 1997, Nanao (hoy Eizo Nanao) funda Irem Software Engineering Inc. Poco después, en julio de 1997, Irem Software Engineering se hizo cargo del departamento de desarrollo de Irem Corporation absorbiéndolo. El departamento de publicaciones de Irem Corporation, por el contrario, queda bajo el control directo de Nanao que lo acaba vendiendo a Apies en 1998.
Irem desarrollaba y publicaba videojuegos exclusivamente en Japón para las consolas PlayStation 2, PlayStation 3 y PSP (Aunque pocos de estos han salido de Japón gracias a Playstation Store). En general, el departamento de desarrollo de videojuegos es el único vestigio de la antigua Irem Corporation que todavía se asocia con la marca.
Irem Software Engineering tiene su sede en Hakusan, Prefectura de Ishikawa. Es una subsidiaria al 100% de Eizo Nanao Corporation.
Debido al desastre de Tohoku, Irem canceló la mayoría de los juegos como Zettai Zetsumei Toshi 4: Summer Memories y Poncotsu Roman Daikatsugeki Bumpy Trot 2.
Actualmente la compañía se ha disuelto, algunos empleados de Irem crearon Granzella, una estudio dedicado al desarrollo de contenido para PlayStation Home quienes han creado contenido similar al que Irem hizo para la plataforma. Algunas de las licencias de Irem han sido compradas por Granzella para así poder trabajar en futuras secuelas, como es el caso de la cuarta entrega de Disaster Report

## April Fools
Irem es también muy conocida por comenzar a elaborar bromas con motivo del April Fools (similar a las inocentadas del Día de los Santos Inocentes hispano), creando web sites que por lo general se dedican a promocionar algo que tiende a burlarse de sí mismos y sus juegos. Su galería principal está aquí Archivado el 27 de septiembre de 2011 en Wayback Machine. y esta es una lista:
- April Fools 2000: R-Type Force Sweets
- April Fools 2001: Dokidoki Suikoden Dating Sim
- April Fools 2002: Zettai Zetsumei Toshi Crowbars (con colores adicionales)
- April Fools 2003: "Real Life" R-9 Unit
- April Fools 2004: Irem Burger
- April Fools 2005: Consola de nueva generación "Exidna"
- April Fools 2006: Investigations into the UMA of Hakusan Lake
- April Fools 2007: Apertura de IREM Gakuen
- April Fools 2008: IREM Zoo
- April Fools 2009: Black Irem
- April Fools 2010: Semifinal Fantasy - Leyendas de la Reina Oscura

Todo ello se ve reflejado también en su espacio en PlayStation Home

## PlayStation Home
Irem dispone de varios espacios en PlayStation Home, la comunidad en línea de PlayStation 3.

### Irem Square
Fue lanzado el 26 de febrero de 2009 inicialmente disponible solo para Asia y Japón. A finales de 2009 está disponible también en la PlayStation Home noteamericana y por último alcanzó Europa hace poco.
Está configurado como una festividad japonesa donde se puede disfrutar de los fuegos artificiales, festivales de danza, puesta de sol, mar y mucho más. Se puede disfrutar de minijuegos en las taquillas del festival. Por último hay un mercadillo nocturno con varios puestos, donde se ofrecen artículos para el avatar personalizado, como uniformes escolares, trajes de vaquero yukatas japonesas (quimonos) y artículos para decorar el apartamento del avatar.
El 1 de abril de 2009, Irem regaló uniformes de "Combatant of the Black Irem Brigade" en Irem Square que estuvieron disponibles sólo ese día.

### Gathering place for Spelunkers
El 23 de julio de 2009 Irem incluye en Japón un nuevo espacio orientado al juego "Minna de Spelunker" debido al lanzamiento del remake de Spelunker en PlayStation 3. Este espacio poco después salió en Hong Kong y el resto. Ha sido actualizado con un minijuego en el que tenemos que llegar a lo más bajo de la mina.

### Seaside of Memories
Mar de los recuerdos (Seaside of Memories) ha sido diseñado y basado en un balneario del sur, donde disfrutar del mar azul, playas de arena blanca, casa frente al mar, y mucho más. Se lanza el 13 de agosto de 2009 en Japón y Asia, el 4 de marzo de 2010 en Estados Unidos y el 24 de agosto de 2010 en Europa. Puedes comprar un bañador, toallas para tumbarte en la playa, barbacoas y sombrillas... En Japón se ha añadido la posibilidad de contraer "Ciber Matrimonio" con otro avatar.

### Semifinal Fantasy
El 1 de abril de 2010 Irem con motivo del Fools Day, lanzó un gran minijuego llamado "Semifinalist Fantasy", una especie de juego de Rol en el que podías usar armas en combates. A medida que avanzabas conseguías items y tu nariz de hacia más grande, al final debías superar un laberinto cuya entrada estaba en el espacio de R-Types (Del otro mundo) y derrotar al brujo. Esto fue una novedad aunque solo duró un día. El juego se desarrollaba en un mundo paralelo al de los espacios de Irem y para entrar a ese mundo debías pasar por un armario y responder unas preguntas que determinarían tu raza en el otro mundo.

### Sparkling Flash Space
El 3 de diciembre de 2009 Irem lanzó otro espacio en Japón para su juego R-Type Tactics II: Operation Bitter Chocolate llamado el Sparkling Flash Space, que se basa en el espacio y muestra imágenes de los tres juegos R-Type y un minijuego. El 25 de febrero de 2010 está también disponible en Asia. . Para acceder a él se debe de tomar en la parada de autobús en Irem Square una nave espacial que parte cada quince minutos. Tras del lanzamiento, los usuarios salen con un sombrero oficial de la nave en las cabezas.

### Irem Market
El nuevo espacio de Irem ha sido lanzado en Japón el 25 de febrero de 2010 llamado Irem Market, que se extendió a Asia el 16 de julio de 2009. en él se pueden comprar items de Irem, jugar en el casino o comer en el restaurante.

### Black Irem Brigade
Desde el 28 de enero de 2010 al 18 de febrero de 2010, tuvo lugar un evento en colaboración entre Irem, Nippon Ichi Software y SCE, llamado "Black Irem Brigade".
En enero de 2010 apareció un extraño cartel en Playstation Home Asia, en el que salía una silueta y unas fotos. El 18 de enero de 2010 apareció otro cartel, era el anterior solo que sin fotos y salía un personaje al cual pertenecía la Silueta, era un miembro de Black Irem, una organización secreta que formada por los Fanes de Irem, visten trajes negros con un peculiar casco.
Tras el Mantenimiento del día 29 de enero apareció Prinny, un personaje de Disgaea, un juego de Nippon Ichi, te pedía que rescataras a otros Prinnys capturados por Black Irem.
Los espacios de Irem (excepto Irem Market y Sparkling Flash Space) fueron invadidos por los miembros de Black Irem, al igual que los 2 espacios de Nippon Ichi Orientados a Disgaea.
Aquí apareció un espacio llamado Irem Headquaters?, la interrogación se debe a unos detalles en ese espacio como el Logo de Irem que es diferente (Era el Logo de Black Irem) y a que aquellas instalaciones estaban cerradas, pero había un pasillo secreto en las alcantarillas que llevaban a un ascensor. El ascensor te llevaba a la guarida de Black Irem, la zona accesible contaba con: Una sala con taquillas, una mesa, unos cojines para sentarse y una Televisión; una sala de control, dos pasillos bloqueados y un Hangar con cazas del juego R-Types. El Código de la sala de mando era 01010101, la pista para conseguirlo te la daba un miembro de Black Irem. Pero debías conseguir 100 bloques en un minijuego para avanzar, lo cual era muy difícil. Más tarde, el día 8 de julio, este minijuego volvió pero el número de Bloques en el minijuego se había reducido a 30 bloques.
Irem Headquarters? fue lanzado en Japón sobre el mes de enero. La entrada al edificio estaba abierta, y una especie de Súcubo era la recepcionista, también había una entrada falsa que estaba cerrada era de imposible de abrir.
El Túnel y el ascensor fueron conservados, pero cerraron las salas abiertas, también podíamos ver como los miembros de Black Irem cometían sus fechorías como el de tener secuestrados a unos héroes de estilo Super Seitan.